# Die Überflüssigen (Gruppe)

„Überflüssige“ mit Transparent

Die Überflüssigen waren eine Gruppierung, die unter gleichen Namen Aktionsformen des sozialen beziehungsweise zivilen Ungehorsams praktizierten. Sie wandten sich nach eigenem Bekunden gegen Kapitalismus, Unterdrückung, Rassismus, Sexismus, Prekarisierung und Ausgrenzung. Der Name wurde als Kampfbegriff gewählt, weil sich die Akteure als Menschen verstanden, die in einem „profitfanatischen“ System überflüssig gemacht werden.

## Nähere Beschreibung

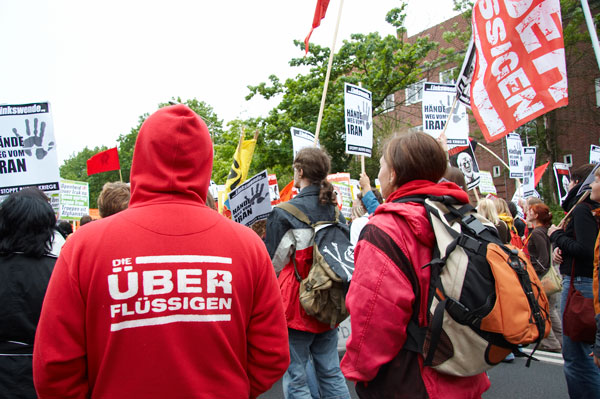
Ein „Überflüssiger“ am 2. Juni 2007 in Rostock auf der Großdemonstration gegen G8

Die Aktionen der Überflüssigen richteten sich vor allem gegen den „Sozialabbau“ und die „politische Forcierung zunehmender Verarmung und Prekarisierung weiter Teile der Bevölkerung“, gegen die sie sich mit Besetzungen, Gratis-Essen, Störungen und spektakulären symbolischen Aktionen zur Wehr zu setzen versuchten. Die ersten Überflüssigen waren in Berlin aktiv. Auf die Titelseiten zahlreicher deutscher Tageszeitungen brachten es die Überflüssigen beim Prozess gegen Peter Hartz am 17. Januar 2007 in Braunschweig.

### Auftreten
„Die Überflüssigen“ traten meist mit weißen Theatermasken und roten Kapuzenpullovern mit der Aufschrift Die Überflüssigen in weißer Farbe auf. Ihr Erscheinen war oft nicht angekündigt und für die Adressaten überraschend. Vereinzelt (unter anderem in Brandenburg bei Montagsdemos) waren sie auch unmaskiert und mit weißen T-Shirts mit selbiger Aufschrift in roter Farbe anzutreffen.

### Sicht des Verfassungsschutzes
Laut dem Berliner Verfassungsschutzbericht von 2004 handelte es sich bei den „Überflüssigen“ um eine Kampagne des Netzwerkes „ACT!“. Nach aktuelleren Verfassungsschutzberichten haben auch in anderen Orten politische Aktivisten das Konzept aufgegriffen.

## Aktionen
Viele der Aktionen sind auf der Homepage der Überflüssigen dokumentiert: 
- 11. Oktober 2004, Berlin: 30 „Überflüssige“ besetzen aus Protest gegen 1-Euro-Jobs die AWO-Landeszentrale Berlin.
- 18. Dezember 2004, Berlin: 50 „Überflüssige“ dringen in das Berliner Nobelrestaurant Borchert ein, verteilen Flugblätter, auf denen die vorgesehenen Ausgaben für einen Arbeitslosengeld-II-Empfänger und die Preise in dem Restaurant gegenübergestellt werden, und bedienen sich an den Tellern der (regulären) Gäste.
- 23. März 2005, Berlin: Im Rahmen der Mai-Steine (kreative Auftaktaktionen für den 1. Mai) findet ein Lidl-Aktionstag statt, um gegen die Arbeitsbedingungen der Angestellten zu protestieren. Infolgedessen dringen die „Überflüssigen“ in eine Lidl-Filiale ein.
- 1. Mai 2005, Hamburg: „Überflüssige“ essen in Blankenese ein Bankett in einem Luxushotel leer und verteilen Flugblätter.
- 9. August 2005, Lüchow: „Zwangsräumung“ des Büros eines Sozialamtsmitarbeiters, der für die Bearbeitung von Widersprüchen gegen Bescheide des Amtes zuständig ist.
- 11. August 2005, Darmstadt: Die „Überflüssigen“ besuchen das Restaurant Orangerie und stören Bert Rürups Feier anlässlich des Erhaltens des Bundesverdienstkreuzes.
- 27. September 2005, Berlin: Pressekonferenz und Vorstellung der Broschüre „Diagnose Kapitalismus – Therapie Pause“.
- 20. Oktober 2005, Berlin: Aufgrund von Prozessen gegen die „Überflüssigen“ wird der Vorsitzende der AWO Berlin um 6 Uhr morgens geweckt, da dieser nicht bereit war, die Strafanzeigen wegen der AWO-Besetzung im Jahr 2004 zurückzuziehen.
- 16. November 2005, Bonn: „Weckaktion“ bei Wolfgang Clement, der zuvor in Kritik geraten war, da er Arbeitslose als „Sozialschmarotzer“ und „Parasiten“ bezeichnet hat.
- 29. November 2005, Berlin: Die Verleihung der Auszeichnung „Reformer des Jahres“ wird gestört und der „Preis für die teuerste, dreisteste und dümmste Propaganda des Jahres“ wird an Gesamtmetall für die Erfindung der Initiative Neue Soziale Marktwirtschaft übergeben.
- 29. September 2006, Aschersleben (Sachsen-Anhalt): „Überflüssige“ veranstalteten ein All you can eat im örtlichen Supermarkt.
- 17. November 2006, Köln: „Überflüssige“ besuchten das Ausländeramt im Bezirksrathaus Köln-Kalk, um gegen die in ihren Augen inhumane Migrationspolitik der Bundesrepublik Deutschland und der Europäischen Union zu protestieren.
- 2. März 2009, Oldenburg: „Überflüssige“ bewerfen Oldenburgs Oberbürgermeister Schwandner aus Protest gegen die Lokalpolitik mit Torten.[4]

Darüber hinaus beteiligten sich die Überflüssigen häufig bei Demonstrationen und wurden im Bundestagswahlkampf 2005 aktiv.